# فهرست موجودات زمینی و فرازمینی سریال دکتر هو
این لیست موجودات بیگانه یا زمینی سریال دکتر هو و مشتقاتش از جمله ماجراهای سارا جین، ک-۹ و تورچ وود است.
توجه داشته باشید که برخی از اطلاعات در صفحه از رسانه اسپین آف گرفته شده‌است.این بخش شامل نژادهای بیگانه و دیگر موجودات خیالی است که شخصیت خاص در این سریال نیستند.دربارهٔ شخصیت‌های خاص در مقالات جداگانه توضیح داده شده‌است.

توجه داشته باشید که برخی از اطلاعات این صفحه از مشتقات سریال گرفته شده‌است.

## خ

### خدمتکار سر سپید
خدمتکار سرسپید(به انگلیسی: Albino servant) یکی از گونه‌های فرازمینی موجود در سریال دکتر هو است.این نژاد هم خانواده با گونه معمار سایه هستند.

## ا

### ابومینیشن
ابومینیشن یک نقاشی قرن پانزدهمی است که توسط گاسیپو دی کتیوو است. نقاشی کارهای وحشتناکی انجام می‌دهد و این به دلیل استفاده از یک ماده ارگانیک معدنی است که از موجودات بیگانه گرفته شده‌است. هنگامی که نقاشی در مجاورت تابلو مونا لیزا قرار می‌گیرد، مونالیزا را زنده می گرداند و هنگامی که مونالیزا را به زندگی بازگرداند موجی از نفرت را به مردم دنیا القا می‌کند و نام آن هم بی همین خاطر نفرت(به انگلیسی: Abomination) است.

### ابزوربالوف
یک موجود بیگانه است که به هر چیزی دست بزند آن را به صورت ارگانیک هضم می‌کند. در هنگامی که شکار خود را هضم کرد چهره افراد خورده شده بر روی بدنش دیده می‌شود.سیاره مادر ابزوربالوف‌ها کلوم است و نژاد آن‌ها با اسلیتینها یکی است.

### آدام اسمیت
بیگانه ایست که جزئیات کمی دربارهٔ او وجود دارد، وی در سریال تورچ وود با همین نام حضور داشت. 

### ادیپوز
ادیپوزها از چربی زنده تشکیل شده‌اند و اولین حضور آن‌ها در قسمت شریک جرم بود.خاندان ادیپوزیوم به دلیل گم شدن سیاره تولید مثل شان مجبور به کشت فرزندان خود در زمین شدند.

## م

### معمار سایه
معمار سایه(به انگلیسی: Shadow Architect) رهبر اعلامیه سایه است.
او یکی از ده‌ها نژاد موجود در سریال دکتر هو است.معمار سایه متعلق به یک گونه انسان نما است با پوست رنگ پریده، موهای سفید و چشم‌های قرمز. یکی دیگر از اعضای نژاد خانوادهٔ او در اعلامیه سایه خدمتکار است.وظیفه حفاظت او به عهده جودونها است.

## و

### واشدانارادا
در جهان تخیلی دکتر هو، واشدانارادا موریانه‌های فضا و زمان هستند و اگر موجود زنده پا در تاریکی خانهٔ آن‌ها بگذارد به سرعت موجود را تجزیه می‌کنند. آن‌ها اولین بار در قسمت سکوت در کتابخانه ایفای نقش کردند.
مکان زندگی آن‌ها در جنگل است و در سایه‌ها زندگی می‌کنند.